# Wikipédia en bichelamar
Wikipédia en bichelamar (en bichelamar : Wikipedia long Bislama) est l'édition de Wikipédia en bichelamar (bislama en anglais), créole à base lexicale anglaise parlé au Vanuatu. L'édition est lancée en juillet 2003 et dans les faits en novembre 2004. Son code est : bi.
Au 20 mars 2025, l'édition en bichelamar contient 1 467 articles et compte 14 304 contributeurs, dont 22 contributeurs actifs et 1 administrateur.

## Présentation

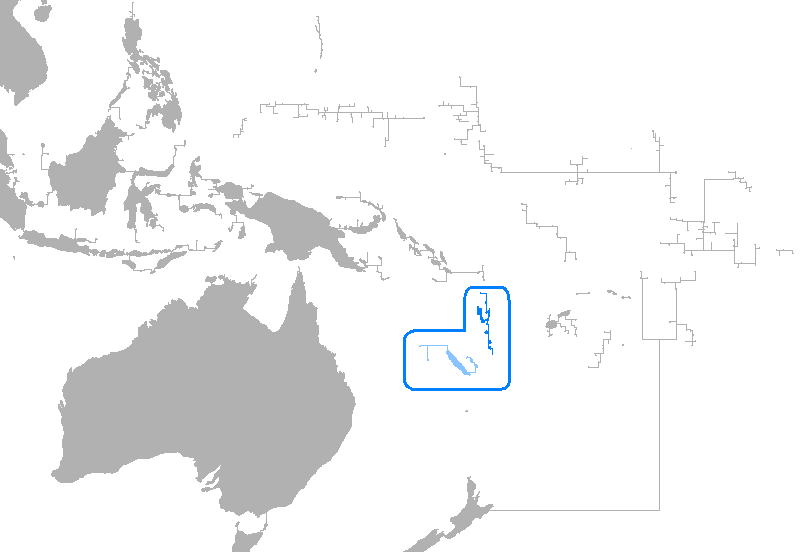
Aide de diffusion du bichelamar.

## Statistiques
- Le 25 septembre 2024, l'édition en bichelamar contient 1 463 articles et compte 13 962 contributeurs, dont 12 contributeurs actifs et 1 administrateur.